# Super Monkey Ball: Banana Mania
Super Monkey Ball: Banana Mania (たべごろ！スーパーモンキーボール 1＆2リメイク, Tabegoro! Sūpā Monkī Bōru 1&2 Rimeiku) est un jeu vidéo de plates-formes et un Party game développé par Ryū ga Gotoku Studio et édité par Sega. Il est sorti en 2021 sur Nintendo Switch, PlayStation 4, PlayStation 5, Windows, Xbox One et Xbox Series. Il s'agit d'un remake de Super Monkey Ball Deluxe.

## Système de jeu
Super Monkey Ball: Banana Mania est un remake de Super Monkey Ball Deluxe, qui contient tous les niveaux de Super Monkey Ball et de Super Monkey Ball 2 ainsi que des niveaux inédits. Cette version du jeu propose des graphismes améliorés avec, sur les consoles qui le permettent, une définition en 4K et une cadence de 60 images par seconde.

## Accueil
- GameSpot : 8/10[2]
- IGN : 6/10[3]
- Jeuxvideo.com : 12/20[1]